# 桃園市立文昌國民中學
桃園市立文昌國民中學（英文：Wen Chang Junior High School），簡稱文昌國中，位於台灣桃園市桃園區，於1956年成立。

## 校園歷史

### 學制演變
- 1956年：成立桃園縣立大溪初級中學桃園分部。
- 1959年：奉准獨立，定名為桃園縣立文昌初級中學。
- 1960年：於龜山鄉設立龜山分部。
- 1964年：龜山分部獨立設校，定名為桃園縣立壽山初級中學，後改制為桃園縣立壽山國民中學。
- 1968年：實施九年國民教育，改制為桃園縣立文昌國民中學。
- 1992年：奉行政院法務部接辦「桃園少年輔育院國中部」為補校分校。
- 1994年：學區內成立慈文國中，班級數開始減班，同年奉准成立集中式特教班及多元學習中心。
- 1996年：奉教育部核定附設技藝教育中心。
- 2002年：奉准增設英語資優班。
- 2003年：學區內成立同德國中，班級數開始減班。
- 2004年：學區內成立會稽國中，班級數開始減班。
- 2007年：學區內成立經國國中，班級數開始減班。同年奉准成立國樂團及英語村。
- 2010年：協助成立桃園市青少年國樂團。
- 2014年：12月25日，因應桃園縣升格改制為直轄市，更名為桃園市立文昌國民中學。
- 2016年：奉准增設數理資優班。
- 2018年：奉市政府教育局指定成立桃園市國民中學英語教學資源中心。
- 2019年：因應「桃園少年輔育院」改制為「法務部矯正署誠正中學桃園分校」，原補校分校「桃園少年輔育院國中部」停辦。

### 歷任校長
| 任期 | 姓名     | 任職日期  | 離職日期  | 備註                                                                                 |
| ---- | -------- | --------- | --------- | ------------------------------------------------------------------------------------ |
| 1    | 程其武   | 1960年4月 | 1961年6月 |                                                                                      |
| 2    | 張宇海   | 1961年6月 | 1963年8月 |                                                                                      |
| 3    | 黃廷訓   | 1963年8月 | 1974年3月 | 原桃園縣教育局督學轉任，調任桃園縣立壽山國民中學。                                   |
| 4    | 朱浩明   | 1974年3月 | 1975年7月 | 原桃園縣立觀音國民中學校長轉任，調任桃園縣立竹圍國民中學。                           |
| 5    | 范姜文政 | 1975年4月 | 1982年8月 | 原桃園縣立新屋國民中學校長轉任，調任桃園縣立八德國民中學。                           |
| 6    | 吳榮樹   | 1982年8月 | 1986年7月 | 原宜蘭縣立冬山國民中學校長轉任，調任桃園縣立壽山國民中學。                           |
| 7    | 黃良樹   | 1986年8月 | 1992年7月 | 原桃園縣立壽山國民中學校長轉任，屆齡退休。                                           |
| 8    | 鄭勝期   | 1992年8月 | 1995年3月 | 原桃園縣立瑞原國民中學校長轉任，調任桃園縣立福豐國民中學。                           |
| 9    | 婁 立    | 1995年3月 | 1998年7月 | 原桃園縣立大崗國民中學校長轉任，調任桃園縣立中興國民中學。                           |
| 10   | 李麗卿   | 1998年8月 | 2006年7月 | 原桃園縣立永安國民中學校長轉任，調任桃園縣立經國國民中學。                           |
| 11   | 宋慶瑋   | 2006年8月 | 2014年7月 | 原桃園縣立福豐國民中學總務主任升任，調回原校。                                       |
| 12   | 蘇佐璽   | 2014年8月 | 2018年7月 | 原桃園縣立介壽國民中學（現桃園市立羅浮高級中學）校長轉任，調任桃園市立大成國民中學。 |
| 13   | 田應薇   | 2018年8月 | 2022年7月 | 原桃園市立楊明國民中學校長轉任，任滿轉為督學(退休)。                                 |
| 14   | 余儘卿   | 2022年8月 | 現任      | 原桃園市立平南國民中學校長轉任。                                                     |

## 學區
北門里、信光里、東埔里、新埔里（第1、2、30【同安街178號以前】、32－34、35鄰），新埔里（第3、21－23、24【同安街336巷以南】、29、30【同安街178號（含）至340號】、31等鄰即同安街336巷以南與大興西路以北間)【為文昌、經國國中共同學區】，同安里（第1、4－9、19－21、25－27鄰）、青溪里（第18－22鄰），朝陽里（第13-15鄰），大興里（第9－10、23、29鄰）【為文昌、會稽國中共同學區】，長安里【為文昌、慈文國中共同學區】。

## 校園建築
- 忠孝樓
- 仁愛樓
- 信義樓
- 和平樓
- 英語村大樓
- 多功能活動中心
- 閱覽中心

## 週邊地點
- 桃園市桃園區慈文國民小學
- 桃園市桃園區新埔國民小學
- 桃園市桃園區北門國民小學
- 桃園市立慈文國民中學

## 著名校友
- 陳美梅：現任桃園市議會議員
- 簡智翔：前任桃園市議會議員，現任家長會長。

## 外部連結
- 桃園市立文昌國民中學 （页面存档备份，存于）